# Scandicci
Scandicci er en italiensk by (og kommune) i regionen Toscana i Italien, med omkring 49.390(2023) indbyggere. 